# Вьетнамско-мексиканские отношения
Вьетнамско-мексиканские отношения — двусторонние дипломатические отношения между Вьетнамом и Мексикой. 

## История
В XIX веке Вьетнам был частью Французской колониальной империи, а Вторая Мексиканская империя пережила интервенцию французской армии, окончившуюся победой мексиканцев. В 1945 году Вьетнам провозгласил независимость от Франции, что повлекло за собой начало Первой Индокитайской войны (1946—1954), во время которой, а также в ходе Войны во Вьетнаме (1957—1975) Мексика придерживалась политики нейтралитета. 
В апреле 1975 года, после окончания Вьетнамской войны, Мексика и Вьетнам установили официальные дипломатические отношения. В 1975 году Вьетнам открыл посольство в Мехико, а в 1976 году Мексика открыла посольство в Ханое. В 1980 году Мексика закрыла посольство по финансовым причинам, в октябре 2000 года мексиканское посольство во Вьетнаме вновь заработало. С момента установления дипломатических отношения обе страны подписали ряд соглашений о сотрудничестве в различных областях (научно-техническое сотрудничество, сельское хозяйство, здравоохранение, культура и образование). В 2011 году при участии мексиканского правительства была установлена статуя Хо Ши Мина в Мехико.

## Экономические отношения
В 2014 году объем товарооборота между двумя странами составил сумму в 2,26 млрд долларов США. Экспорт Мексики во Вьетнам: мука, мясо, кальмары, алкоголь (пиво). Экспорт Вьетнама в Мексику: электроника и текстиль.